# Bathysauroiden
Bathysauroiden (Bathysauroididae) zijn een familie van straalvinnige vissen uit de orde van Draadzeilvissen (Aulopiformes).

## Geslacht
- Bathysauroides C. C. Baldwin & G. D. Johnson, 1996